# Temporada 2008-2009 del FC Barcelona (femení)
La temporada 2008-09 és la 21a en la història del Futbol Club Barcelona, i la 12a temporada del club en la màxima categoria del futbol espanyol.

## Desenvolupament de la temporada
Les jugadores queden sisenes classificades a la Superlliga.
A la Copa de la Reina l'equip arriba a les semifinals.
A la Copa Catalunya queden subcampiones perdent la final contra el Reial Club Deportiu Espanyol.

## Jugadores i cos tècnic

### Plantilla
La plantilla i el cos tècnic del primer equip per a l'actual temporada són els següents:
| N. | Pos. | Nac. | Jugador                    |
| -- | ---- | --- | -------------------------- |
| —  | POR  | [[Fitxer:Flag of Catalonia.svg\|23x15px\|border \|alt=Catalunya\|link=Selecció de futbol de Catalunya\|{{#if:\|]]                        | Laura Ràfols               |
| —  | POR  | [[Fitxer:Flag of Catalonia.svg\|23x15px\|border \|alt=Catalunya\|link=Selecció de futbol de Catalunya\|{{#if:\|]]                        | Cristina Molina            |
| —  | DEF  | [[Fitxer:Flag of Catalonia.svg\|23x15px\|border \|alt=Catalunya\|link=Selecció de futbol de Catalunya\|{{#if:\|]]                        | Ana María Escribano        |
| —  | DEF  | [[Fitxer:Flag of the Basque Country.svg\|23x15px\|border \|alt=País Basc\|link=Selecció de futbol del País Basc\|{{#if:\|]]              | Laura Gómez                |
| —  | DEF  | [[Fitxer:Flag of Catalonia.svg\|23x15px\|border \|alt=Catalunya\|link=Selecció de futbol de Catalunya\|{{#if:\|]]                        | Sheila Sanchón             |
| —  | DEF  | [[Fitxer:Flag of Spain.svg\|23x15px\|border \|alt=Espanya\|link=Selecció de futbol d'Espanya\|{{#if:\|]]                                 | Marta Unzué                |
| —  | DEF  | [[Fitxer:Flag of Spain.svg\|23x15px\|border \|alt=Espanya\|link=Selecció de futbol d'Espanya\|{{#if:\|]]                                 | Melanie Serrano            |
| —  | DEF  | [[Fitxer:Flag of Catalonia.svg\|23x15px\|border \|alt=Catalunya\|link=Selecció de futbol de Catalunya\|{{#if:\|]]                        | Esther Romero              |
| —  | DEF  | [[Fitxer:Flag of the Balearic Islands.svg\|23x15px\|border \|alt=Illes Balears\|link=Selecció de futbol de les Illes Balears\|{{#if:\|]] | Clara Villanueva           |
| —  | DEF  | [[Fitxer:Flag of Catalonia.svg\|23x15px\|border \|alt=Catalunya\|link=Selecció de futbol de Catalunya\|{{#if:\|]]                        | Laura Bonaventura "Mixeta" |
| —  | DEF  | [[Fitxer:Flag of Catalonia.svg\|23x15px\|border \|alt=Catalunya\|link=Selecció de futbol de Catalunya\|{{#if:\|]]                        | Marina Torras              |
| —  | MIG  | [[Fitxer:Flag of Catalonia.svg\|23x15px\|border \|alt=Catalunya\|link=Selecció de futbol de Catalunya\|{{#if:\|]]                        | Vicky Losada               |

| N. | Pos. | Nac. | Jugador            |
| -- | ---- | --- | ------------------ |
| —  | MIG  | [[Fitxer:Flag of Catalonia.svg\|23x15px\|border \|alt=Catalunya\|link=Selecció de futbol de Catalunya\|{{#if:\|]]                   | Paulina Ferré      |
| —  | MIG  | [[Fitxer:Flag of the Canary Islands.svg\|23x15px\|border \|alt=Illes Canàries\|link=Selecció de futbol d'Illes Canàries\|{{#if:\|]] | Silvia Doblado     |
| —  | MIG  | [[Fitxer:Flag of Andalucía.svg\|23x15px\|border \|alt=Andalusia\|link=Selecció de futbol d'Andalusia\|{{#if:\|]]                    | Alicia Fuentes     |
| —  | DAV  | [[Fitxer:Flag of Spain.svg\|23x15px\|border \|alt=Espanya\|link=Selecció de futbol d'Espanya\|{{#if:\|]]                            | Mari Paz Vilas     |
| —  | DAV  | [[Fitxer:Flag of the Basque Country.svg\|23x15px\|border \|alt=País Basc\|link=Selecció de futbol del País Basc\|{{#if:\|]]         | Elba Unzué         |
| —  | DAV  | [[Fitxer:Flag of Catalonia.svg\|23x15px\|border \|alt=Catalunya\|link=Selecció de futbol de Catalunya\|{{#if:\|]]                   | Marta Yánez        |
| —  | DAV  | [[Fitxer:Flag of Catalonia.svg\|23x15px\|border \|alt=Catalunya\|link=Selecció de futbol de Catalunya\|{{#if:\|]]                   | Marta Liria "Lilo" |
| —  | DAV  | [[Fitxer:Flag of Catalonia.svg\|23x15px\|border \|alt=Catalunya\|link=Selecció de futbol de Catalunya\|{{#if:\|]]                   | Laura Carriba      |
| —  | DAV  | [[Fitxer:Flag of Catalonia.svg\|23x15px\|border \|alt=Catalunya\|link=Selecció de futbol de Catalunya\|{{#if:\|]]                   | Jessica Todo       |
| —  | DAV  | [[Fitxer:Flag of Catalonia.svg\|23x15px\|border \|alt=Catalunya\|link=Selecció de futbol de Catalunya\|{{#if:\|]]                   | Aida Garcia        |
| —  | DAV  | [[Fitxer:Flag of Catalonia.svg\|23x15px\|border \|alt=Catalunya\|link=Selecció de futbol de Catalunya\|{{#if:\|]]                   | Silvia Vila        |
| —  | DAV  | [[Fitxer:Flag of Galicia.svg\|23x15px\|border \|alt=Galícia\|link=Selecció de futbol de Galícia\|{{#if:\|]]                         | Patricia Martínez  |

FC Barcelona Femení B
| N. | Pos. | Nac. | Jugador |
| -- | ---- | ---- | ------- |

#### Altes
Laura Gómez, Marina Torras, Silvia Doblado, Alicia Fuentes i Vicky Losada.

#### Ascens
Laura Carriba.

#### Baixes
Sarai Lucha, Verónica Navarro, Cynthia Pidal, Alba Mena, Zaida González, Sandra Jiménez "Avión" i Cristina Macho.

### Cos tècnic
- Entrenador:  Xavi Llorens

## Partits
Victòria       Empat       Derrota

### Copa Catalunya
| 30 d'agost de 2008 | Unió Esportiva L'Estartit (femení) | 0-1 | FC Barcelona (femení) | Vic, Catalunya                                                 |  |
| Semifinal          |                                    |     | 1-0 Alba (39')        | Estadi Municipal de Vic Catalunya · Carlos Gallardo Martínez · |  |

| 11 de setembre de 2008 | FC Barcelona (femení) | 0-2 | RCD Espanyol (femení)                             | Vic, Catalunya                                              |  |
| Final                  |                       |     | 0-1, Marta Cubí (50'); 0-2, Silvia Meseguer (71') | Estadi Municipal de Vic Catalunya · Jennifer Sanz Higuero · |  |

### Lliga
| 7 de setembre de 2008 | Atlético de Madrid (femení) | 1-0 | FC Barcelona (femení) | Majadahonda, Comunitat de Madrid                        |  |
| Jornada 1             | 1-0 Luky 65'                |     |                       | Cerro del Espino Comunitat de Madrid · Yuste Heredero · |  |

| 14 de setembre de 2008 | FC Barcelona (femení)                                   | 3-0 | Reial Societat (femení) | Sant Joan Despí, Catalunya                            |  |
| Jornada 2              | 1-0 Patricia 25', 2-0 Vicky Losada 64', 3-0 Jessica 73' |     |                         | Ciutat Esportiva Joan Gamper Catalunya · Díaz Rubio · |  |

| 5 d'octubre de 2008 | Llevant Unió Esportiva (femení)                                              | 4-0 | FC Barcelona (femení) | València, Comunitat Valenciana                                    |  |
| Jornada 3           | 1-0 Laura del Río 32', 2-0 Conti 52', 3-0 Goretti 62', 4-0 Laura del Río 75' |     |                       | Poliesportiu de Nazaret Comunitat Valenciana · Monfort González · |  |

| 12 d'octubre de 2008 | FC Barcelona (femení)          | 2-0 | AD Torrejón Club de Fútbol (femení) | Sant Joan Despí, Catalunya                                     |  |
| Jornada 4            | 1-0 Patricia 54', 2-0 Lilo 93' |     |                                     | Ciutat Esportiva Joan Gamper Catalunya · Alfonso Oliva Bueno · |  |

| 19 d'octubre de 2008 | Extremadura Femenino Club de Fútbol | 0-1 | FC Barcelona (femení) | Almendralejo, Extremadura                                            |  |
| Jornada 5            |                                     |     | 0-1 Patricia 68'      | Estadi Francisco de la Hera Extremadura · Manuel Ángel Moruno Gala · |  |

| 2 de novembre de 2008 | FC Barcelona (femení) | 0-0 | Unió Esportiva L'Estartit (femení) | Sant Joan Despí, Catalunya                             |  |
| Jornada 6             |                       |     |                                    | Ciutat Esportiva Joan Gamper Catalunya · Duran Peiró · |  |

| 9 de novembre de 2008 | FC Barcelona (femení)                                         | 4-0 | Málaga Club de Fútbol (femení) | Sant Joan Despí, Catalunya                              |  |
| Jornada 7             | 1-0 Mari Paz 23', 2-0 Ani 43', 3-0 Mari Paz 82', 4-0 Aída 85' |     |                                | Ciutat Esportiva Joan Gamper Catalunya · Sánchez Rico · |  |

| 16 de novembre de 2008 | Sporting Club de Huelva | 1-1 | FC Barcelona (femení) | Huelva, Andalusia                                        |  |
| Jornada 8              | 1-1 Rivi 79'            |     | 0-1 Marina 72'        | Federación Onubense de Fútbol Andalusia · Núñez García · |  |

| 23 de novembre de 2008 | FC Barcelona (femení) | 1-0 | València Fèmines Club de Futbol (AD Colegio Alemán-Universitat de València) | Sant Joan Despí, Catalunya                               |  |
| Jornada 9              | 1-0 Mari Paz 56'      |     |                                                                             | Ciutat Esportiva Joan Gamper Catalunya · Rebollo López · |  |

| 30 de novembre de 2008 | Sociedad Deportiva Lagunak (femení) | 0-3 | FC Barcelona (femení)                                              | Barañáin, Navarra                    |  |
| Jornada 10             |                                     |     | 0-1 Vicky Losada 31', 0-2 Melanie Serrano 38' (p.), 0-3 Marina 74' | Servicio Municipal Lagunak Navarra · |  |

| 6 de desembre de 2008 | FC Barcelona (femení) | 0-2 | Reial Club Deportiu Espanyol de Barcelona | Sant Joan Despí, Catalunya                                     |  |
| Jornada 11            |                       |     | 0-1 Noemí 57' (p.), 0-2 Míriam 78'        | Ciutat Esportiva Joan Gamper Catalunya · Raúl Martínez Calle · |  |

| 14 de desembre de 2008 | Zaragoza Club de Fútbol Femenino | 1-0 | FC Barcelona (femení) | Saragossa, Aragó                       |  |
| Jornada 12             | 1-0 Mariela 23'                  |     |                       | Pedro Sancho Aragó · Mouhamed Ndiaye · |  |

| 21 de desembre de 2008 | FC Barcelona (femení) | 0-0 | Rayo Vallecano (femení) | Sant Joan Despí, Catalunya               |  |
| Jornada 13             |                       |     |                         | Ciutat Esportiva Joan Gamper Catalunya · |  |

| 3 de gener de 2009 | Athletic Club de Bilbao (femení) | 0-0 | FC Barcelona (femení) | Bilbao, País Basc                                      |  |
| Jornada 14         |                                  |     |                       | Instal·lacions de Lezama País Basc · Vicandi Garrido · |  |

| 11 de gener de 2009 | FC Barcelona (femení)                                                       | 4-0 | Club de Fútbol Pozuelo de Alarcón (femení) | Sant Joan Despí, Catalunya               |  |
| Jornada 15          | 1-0 Mari Paz 8' (p.), 2-0 Melanie Serrano 25', 3-0 Aída 32', 4-0 Alicia 75' |     |                                            | Ciutat Esportiva Joan Gamper Catalunya · |  |

| 18 de gener de 2009 | FC Barcelona (femení)                       | 2-0 | Atlético de Madrid (femení) | Sant Joan Despí, Catalunya                                  |  |
| Jornada 16          | 1-0 Marta Carro 53' (pp.), 2-0 Mari Paz 74' |     |                             | Ciutat Esportiva Joan Gamper Catalunya · Torralba Jiménez · |  |

| 25 de gener de 2009 | Reial Societat (femení) | 1-1 | FC Barcelona (femení) | Zubieta, País Basc                                   |  |
| Jornada 17          | 1-1 Ramajo 89'          |     | 0-1 Vicky Losada 17'  | Instal·lacions de Zubieta País Basc · Sagués Oscoz · |  |

| 1 de febrer de 2009 | FC Barcelona (femení) | 1-1 | Llevant Unió Esportiva (femení) | Sant Joan Despí, Catalunya                                   |  |
| Jornada 18          | 1-1 Carriba 75'       |     | 0-1 Peque 22'                   | Ciutat Esportiva Joan Gamper Catalunya · David Tomás Bauló · |  |

| 8 de febrer de 2009 | AD Torrejón Club de Fútbol (femení) | 2-2 | FC Barcelona (femení)          | Torrejón de Ardoz, Comunitat de Madrid                    |  |
| Jornada 19          | 1-0 Olga 46', 2-2 Ester 78'         |     | 1-1 Mari Paz 65', 1-2 Elba 77' | Camp Las Veredillas Comunitat de Madrid · Sánchez Mateo · |  |

| 15 de febrer de 2009 | FC Barcelona (femení)                   | 2-0 | Extremadura Femenino Club de Fútbol | Sant Joan Despí, Catalunya                            |  |
| Jornada 20           | 1-0 Mari Paz 26' (p.), 2-0 Mari Paz 38' |     |                                     | Ciutat Esportiva Joan Gamper Catalunya · Díaz Gómez · |  |

| 22 de febrer de 2009 | Unió Esportiva L'Estartit (femení)   | 2-3 | FC Barcelona (femení)                                   | L'Estartit, Torroella de Montgrí, Catalunya      |  |
| Jornada 21           | 1-1 Anna Martí 48', 2-2 Sara Tui 90' |     | 0-1 Melanie Serrano 2', 1-2 Mari Paz 50', 2-3 Clara 92' | Camp Municipal Catalunya · Alfonso Oliva Bueno · |  |

| 1 de març de 2009 | Málaga Club de Fútbol (femení) | 0-3 | FC Barcelona (femení)                            | Màlaga, Andalusia     |  |
| Jornada 22        |                                |     | 0-1 Mari Paz 6', 0-2 Mari Paz 40', 0-3 Unzué 70' | Andalusia · Velasco · |  |

| 8 de març de 2009 | FC Barcelona (femení) | 0-2 | Sporting Huelva                     | Sant Joan Despí, Catalunya                                |  |
| Jornada 23        |                       |     | 0-1 Laura Rus 28', 0-2 Priscila 86' | Ciutat Esportiva Joan Gamper Catalunya · Llorente Lluch · |  |

| 15 de març de 2009 | València Fèmines Club de Futbol (AD Colegio Alemán-Universitat de València) | 2-1 | FC Barcelona (femení) | València, Comunitat Valenciana                 |  |
| Jornada 24         | 1-0 Marta Mateos 19', 2-1 Aran 64                                           |     | 1-1 Sheila 34'        | Tarongers Comunitat Valenciana · Ruiz García · |  |

| 22 de març de 2009 | FC Barcelona (femení)                             | 3-0 | Sociedad Deportiva Lagunak (femení) | Sant Joan Despí, Catalunya                           |  |
| Jornada 25         | 1-0 Marina 33', 2-0 Sheila 51' (p.), 3-0 Elba 89' |     |                                     | Ciutat Esportiva Joan Gamper Catalunya · Rodríguez · |  |

| 29 de març de 2009 | RCD Espanyol (femení)               | 2-3 | FC Barcelona (femení)                               | Sant Adrià del Besòs, Catalunya                                  |  |
| Jornada 26         | 1-0 Noemí 37' (p.), 2-3 Adriana 85' |     | 1-1 Unzué 47', 1-2 Vicky Losada 48', 1-3 Alicia 78' | Ciutat Esportiva de Sant Adrià Catalunya · César Otal González · |  |

| 5 d'abril de 2009 | FC Barcelona (femení) | 0-3 | Zaragoza Club de Fútbol Femenino                | Sant Joan Despí, Catalunya                                       |  |
| Jornada 27        |                       |     | 0-1 Clarisa 15', 0-2 Mayte 86', 0-3 Marieta 91' | Ciutat Esportiva Joan Gamper Catalunya · Daniel Gracia Álvarez · |  |

| 12 d'abril de 2009 | Rayo Vallecano (femení)                                | 4-1 | FC Barcelona (femení) | Madrid, Comunitat de Madrid                                     |  |
| Jornada 28         | 1-0 Soni 24', 2-1 Soni 36', 3-1 Soni 43', 4-1 Soni 53' |     | 1-1 Vicky Losada 29'  | Nuestra Señora de la Torre Comunitat de Madrid · Marín Castro · |  |

| 1 de maig de 2009 | FC Barcelona (femení)                                   | 3-4 | Athletic Club de Bilbao (femení)                                                                 | Sant Joan Despí, Catalunya                                |  |
| Jornada 29        | 1-2 Ani 35', 2-2 Melanie Serrano 46' (p.), 3-2 Elba 80' |     | 0-1 Erika Vázquez 3' (p.), 0-2 Erika Vázquez 26', 3-3 Iraia 81' (p.), 3-4 Erika Vázquez 84' (p.) | Ciutat Esportiva Joan Gamper Catalunya · Simón del Pino · |  |

| 10 de maig de 2009 | Club de Fútbol Pozuelo de Alarcón (femení) | 0-4 | FC Barcelona (femení)                                          | Pozuelo de Alarcón, Comunitat de Madrid                     |  |
| Jornada 30         |                                            |     | 0-1 Mari Paz 32', 0-2 Mari Paz 60', 0-3 Lilo 75', 0-4 Lilo 85' | Los Escolapios Comunitat de Madrid · Villanueva de Felipe · |  |

### Copa de la Reina
| 24 de maig de 2009 | Athletic Club de Bilbao (femení)          | 2-1 | FC Barcelona (femení)  | Bilbao, País Basc                                       |  |
| 1/4 final anada    | 1-1 Erika Vázquez 17', 2-1 Eli Ibarra 84' |     | 0-1 Melanie Serrano 5' | Instal·lacions de Lezama País Basc · González Esteban · |  |

| 30 de maig de 2009 | FC Barcelona (femení)                                      | 3-0 | Athletic Club de Bilbao (femení) | Sant Joan Despí, Catalunya                                  |  |
| 1/4 final tornada  | 1-0 Mari Paz 8', 2-0 Melanie Serrano 24', 3-0 Mari Paz 45' |     |                                  | Ciutat Esportiva Joan Gamper Catalunya · Sánchez Aparicio · |  |

| 7 de juny de 2009 | Zaragoza Club de Fútbol Femenino                | 3-1 | FC Barcelona (femení)        | Saragossa, Aragó                    |  |
| Semifinals anada  | 1-0 Marieta 11', 2-0 Julia 15', 3-0 Marieta 19' |     | 3-1 Melanie Serrano 47' (p.) | Pedro Sancho Aragó · Navarro Polo · |  |

| 5 de juny de 2009  | FC Barcelona (femení)   | 1-3 | Zaragoza Club de Fútbol Femenino                            | Sant Joan Despí, Catalunya                               |  |
| Semifinals tornada | 1-3 Melanie Serrano 90' |     | 0-1 Marieta 25', 0-2 Cláudia Neto 60', 0-3 Cláudia Neto 67' | Ciutat Esportiva Joan Gamper Catalunya · Rebollo López · |  |

### Torneig de Getxo
| 18 d'abril de 2009 | FC Barcelona (femení) | 3-0 | Oviedo Moderno | Getxo, País Basc            |  |
| Jornada 1 Grup B   |                       |     |                | Estadi de Bolue País Basc · |  |

| 18 d'abril de 2009 | Rayo Vallecano (femení) | 3-1 | FC Barcelona (femení) | Getxo, País Basc            |  |
| Jornada 3 Grup B   |                         |     |                       | Estadi de Bolue País Basc · |  |

| 19 d'abril de 2009 | Zaragoza Club de Fútbol Femenino | 0-1 | FC Barcelona (femení) | Getxo, País Basc            |  |
| 3r i 4t lloc       |                                  |     |                       | Estadi de Bolue País Basc · |  |